# Mr and Mrs Bridge
Pour plus de détails, voir Fiche technique et Distribution.
Mr and Mrs Bridge est un film américano-britannique réalisé par James Ivory sorti en 1990.

## Synopsis
L'action se passe dans le Kansas dans les années 1930 et 1940 et raconte la vie conventionnelle de Walter, homme austère et rigide et de sa fidèle épouse India.

## Fiche technique
- Titre original : Mr and Mrs Bridge
- Titre français : Mr and Mrs Bridge (non traduit)
- Réalisation : James Ivory
- Scénario : Ruth Prawer Jhabvala, d'après le roman de Evan S. Connell
- Décors : Joyce Anne Gilstrap
- Costumes: Carol Ramsey
- Photographie : Tony Pierce-Roberts
- Musique : Richard Robbins
- Production : Ismail Merchant, James Ivory
- Sociétés de production :  Merchant Ivory Productions, RHI Entertainment, Cineplex Odeon Films, Miramax
- Sociétés de distribution : Miramax ; Gaumont (France)
- Pays d'origine : Royaume-Uni/États-Unis
- Genre : Comédie dramatique
- Format : Couleurs - 35 mm - 1,85: 1 - Dolby
- Durée : 110 minutes
- Dates de sortie :
  - Allemagne : 1er novembre 1990
  - États-Unis : 23 novembre 1990
  - France : 2 janvier 1991
  - Royaume-Uni : 18 janvier 1991

## Distribution
- Paul Newman (VF : Jean Lagache) : Walter Bridge
- Joanne Woodward : India Bridge
- Saundra McClain : Harriet
- Margaret Welsh : Carolyn Bridge
- John Bell : Douglas Bridge enfant
- Kyra Sedgwick : Ruth Bridge
- Simon Callow : Dr. Alex Sauer
- Remak Ramsay : Virgil Barron
- Blythe Danner : Grace Barron
- Austin Pendleton : Mr. Gadbury
- Gale Garnett : Mabel Ong
- Al Christy : le juge
- Joe Tinoco : le plaignant
- Ben Stephenson : l'avocat
- Diane Kagan : Julia
- Alison Sneegas : le chanteur du groupe
- Buck Baker : le chef scout
- Robert Sean Leonard : Douglas Bridge adolescent
- Robyn Rosenfeld : Genevieve
- Hubert Saint-Macary : le copiste du Louvre